# Jeanine Cicognini
Jeanine Cicognini (n. 14 nov 1986 a Brig, Valais) és una esportista suïssa que competeix en bàdminton en la categoria individual que ara representa Itàlia.
Ella es va convertir en un professional de bàdminton quant ella va sortir de l'escola.
Aviat es va traslladar a Dinamarca posteriorment es va traslladar al centre de formació de bàdminton en la federació internacional de Saarbrücken, Alemanya. El 2010 va tornar a Suïssa i es va unir a l'exèrcit esportiu, és en aquest moment en què va jugar per al BC Uzwil.
Recentment es va traslladar a Mülheim an der Ruhr, Alemanya i juga per al 1.BV Mülheim en la primera bundesliga.
En els Jocs Olímpics de 2008 a Pequín va arribar a la segona ronda en perdre contra Anna Rice.
Cicognini va guanyar el seu primer títol absolut de Suïssa als 16 i des de llavors ha guanyat el premi set vegades més.